# Lodovico Guicciardini
Ne doit pas être confondu avec Francesco Guicciardini.
Pour les articles homonymes, voir Guicciardini.

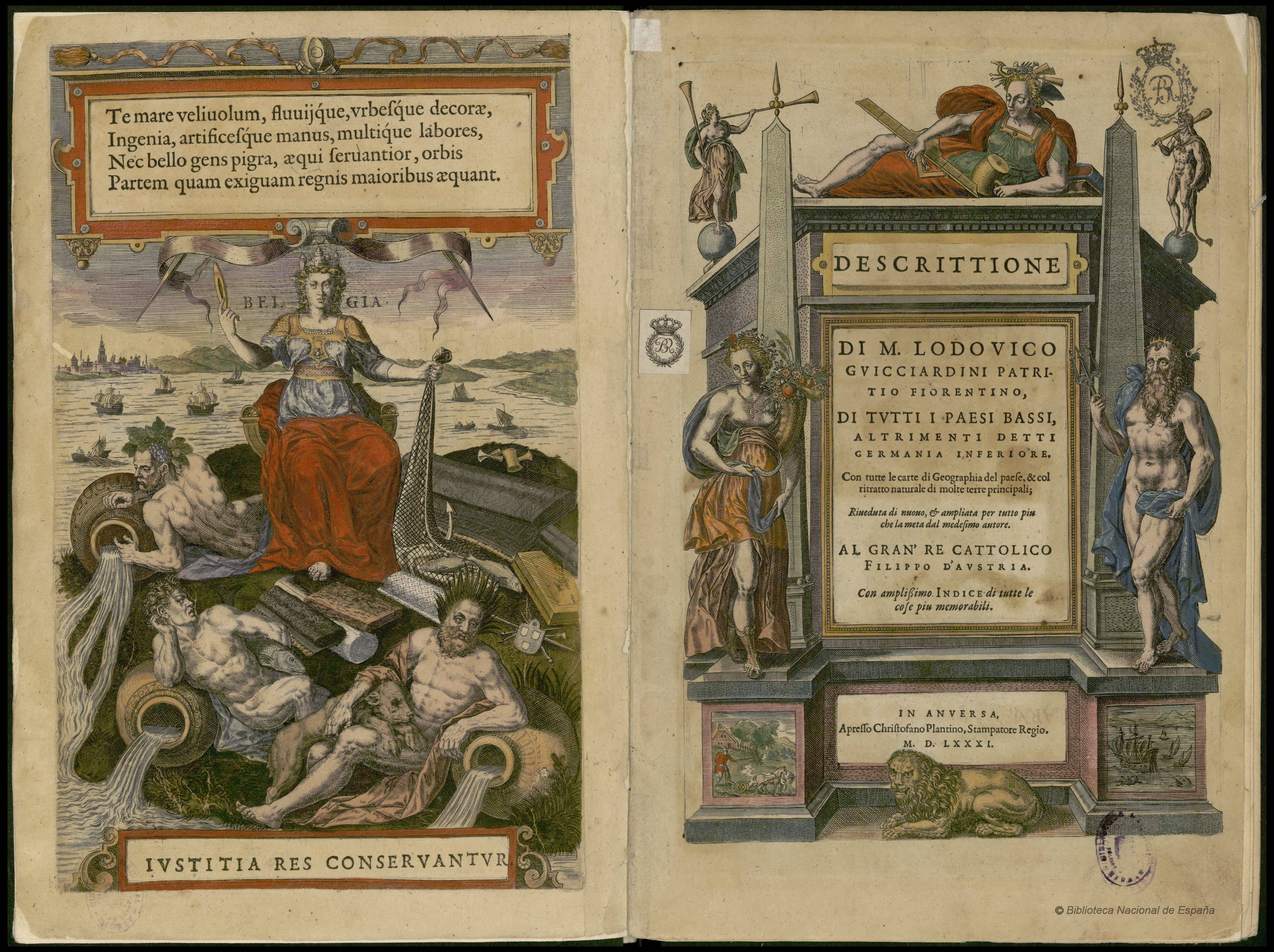
Frontispice de Description des Pays-Bas, 1567

Lodovico Guicciardini, parfois appelé Guicciardin ou Louis Guichardin, né à Florence, le 19 août 1521 et mort à Anvers, le 22 mars 1589, est un écrivain italien du XVIe siècle, historien, géographe et mathématicien, issu d'une famille d'écrivains et de marchands florentins, qui a principalement vécu à Anvers.

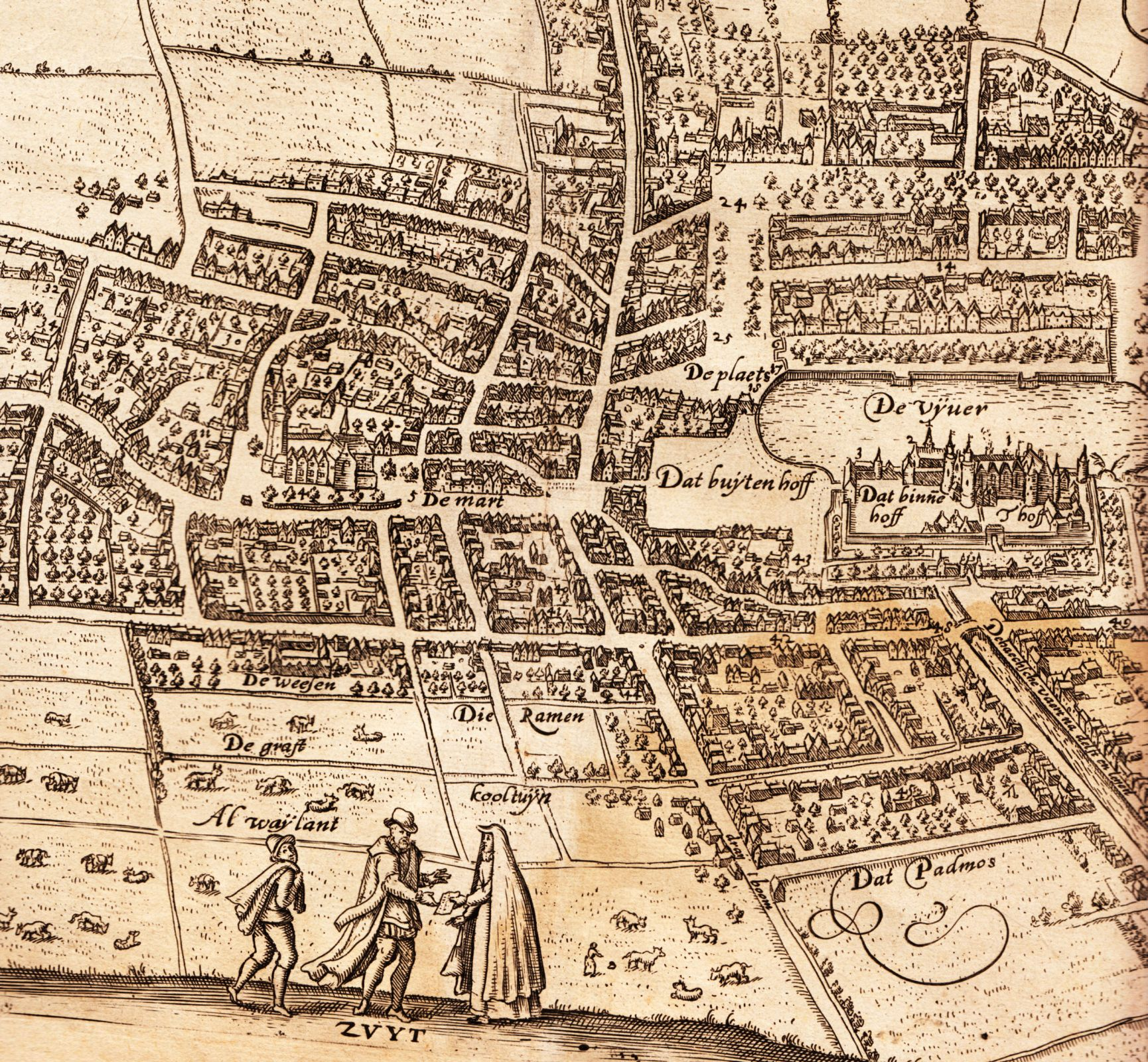
Carte représentant le centre de La Haye (tirée d'un des ouvrages de Guicciardini)

## Biographie
Lodovico Guicciardini est né à Florence dans une famille aisée et proche du pouvoir. Il est le fils de Jacopo Guicciardini et le neveu de l'historien et diplomate Francesco Guicciardini. Negri a mis en doute la filiation de Lodovico et hésité entre Giacomo et Jérôme comme père de l'écrivain, rapporte Jean-Pierre Niceron dans ses « Mémoires pour servir à l'histoire des hommes illustres dans la république », qui croit que Negri se trompe.
Selon Jean-Pierre Niceron ; 
« Louis Guichardin s'appliqua avec beaucoup de soin aux Belles-Lettres & après avoir appris les Langues Latines & Gréque, acquit de grandes connoissances dans les Mathématiques, dans la Géographie & dans l'Histoire, & dans les Antiquitez ». On ignore pourquoi il est allé s'établir aux Pays-Bas, ni pour quel motif, mais il y est resté plusieurs années, assez pour que - toujours selon J.-P. Niceron -  « le long séjour & les fréquens voyages qu'il y a fait, l'on mis en état d'en donner une description exacte ».
Jacques-Auguste de Thou, selon Niceron :
« nous apprend dans son Histoire, qu'il (Louis Guichardin) conseilla au Duc d'Albe d'abolir le Carême, en faveur de la nouvelle Religion, & qu'il mit même par écrit son sentiment sur cette matière ; mais que ce conseil lui attira la haine de ce Duc, qui l'ayant d'abord fait mettre en prison ignominieusement, s'excusa ensuite, en disant qu'il étoit en colère contre lui, non pas tant à cause de l'opinion qu'il avoit soutenue dans cet écrit, que parce qu'ayant été fait par son ordre, il lui avoit été communiqué, non pas par Guichardin, mais par un autre car cet écrit étoit tombé entre ses mains par les soins d'un ami perfide, qui avoit voulu acquérir ses bonnes grâces aux dépens de Guichardin, qui lui avoit confié son secret »
Guichardin s'est fixé en 1541 à Anvers où il est mort le 22 mars 1589, à l'âge de 66 ans. Il est enterré dans la Cathédrale Notre-Dame d'Anvers avec cette épitaphe :
« Ludovico Guicciardino, Florentino, nobilibus majoribus orto, inter quos patruum habuit Francisum, magni nominis Historicum, cujus famam aemulatus universam belgicam eleganti studio descripsit. Vixit ann. 66 Obiit II. Cal. April. 1589. S.P.Q. Antwerp. B. M.P.C ».

## Œuvres
- Son ouvrage le plus célèbre, écrit en Italien, est la Descrittione di Lodovico Guicciardini patritio fiorentino di tutti i Paesi Bassi altrimenti detti Germania inferiore (Description de l'ensemble des Pays-Bas autrement appelés Germanie inférieure, 1567). Cet ouvrage, qui reprend une multitude d'informations sur l'histoire des Pays-Bas, les arts et comporte des cartes des principales villes réalisées par des graveurs de premier plan, a été traduit en latin sous le titre Belgiographia, seu omnium Belgii Regionum descriptio[4].
Jean Brant, Sénateur d'Anvers avait aussi commencé une traduction en latin de l'œuvre de Guicciardini, mais il l'a abandonné en apprenant par Regnier Vitellius qu'une autre traduction était en cours.
La version italienne originale de ce texte a été traduite en français par François de Belleforest, devenant La description de tous les Païs-Bas de Flandres, autrement appellée la Germanie inférieure [5]. 
Jean-Pierre Niceron dit de cet ouvrage de Guichardin qu'il est d'autant plus exact, que l'auteur « n'avoit rien omis pour s'instruire de ce qu'il rapporte ; il s'étoit pour cela transporté en plusieurs endroits des Païs-Bas, afin de voir les choses par lui-même, & de ne se point rapporter seulement aux autres »[6].
- Raccolta de i detti e fatti notabili così gravi come piacevoli di diversi Principi, Filosofi e Cortigiani. in Venetia 1581? ub-8°.& plusieurs fois réédité[1].
- Les Heures de récréation & Après-dinées de Louis Guicciardin, traduit de l'Italien (l'Hore di Ricrazione. In Venetia, 1580.in-16.It. Ibid. 1600. in-12) par François de Belleforest. Paris, 1576, in-16[1].

## Crédit d'auteurs
- (en) Cet article est partiellement ou en totalité issu de l’article de Wikipédia en anglais intitulé « Lodovico Guicciardini » (voir la liste des auteurs).